# Jean Perdrix
 (février 2017).
Si vous disposez d'ouvrages ou d'articles de référence ou si vous connaissez des sites web de qualité traitant du thème abordé ici, merci de compléter l'article en donnant les références utiles à sa vérifiabilité et en les liant à la section « Notes et références ».
Jean Perdrix est un directeur de production et réalisateur français. Il a fait partie du jury des courts métrages au Festival de Cannes en 1955 et 1956[réf. nécessaire].

## Filmographie

### Réalisateur
- 1949 : Hôtel des Artistes : Émission indirecte (court-métrage)
- 1949 : Hôtel des Artistes : Loterie (court-métrage)
- 1949 : Hôtel des Artistes : Nocturne (court-métrage)
- 1949 : Hôtel des Artistes : Noirs et blancs (court-métrage)
- 1949 : Hôtel des Artistes : Saisie (court-métrage)
- 1949 : Hôtel des Artistes : Sombre affaire (court-métrage)
- 1954 : Méprise (court-métrage)
- 1952 : Mort en sursis (court métrage)
- 1951 : Le hasard mène l'enquête (court-métrage)
- 1949 : L'Enfer des fards  (court-métrage)
- 1948 : Au pays des grands pâturages  (court-métrage)
- 1943 : Défense passive (court-métrage)

### Directeur de production
- 1955 : Les salauds vont en enfer
- 1953 : J'y suis, j'y reste